# Lactalis
Lactalis est une multinationale française de l'industrie agroalimentaire, présente principalement dans le secteur des produits laitiers.
Le groupe est le 1er groupe mondial de produits laitiers, le 1er groupe mondial sur le marché des fromages,, le 3e acteur mondial des produits laitiers bios et le 10e groupe agroalimentaire mondial par sa taille.
Détenant plusieurs marques (Président, Lactel, Bridel, La Laitière, Lou Pérac, Galbani, Bridelight, Salakis, etc.), c'est le plus important groupe de l'industrie agroalimentaire en France. En 2020, Lactalis emploie environ 85 000 salariés, dans 51 pays, répartis dans 266 sites à travers le monde, et atteint un chiffre d'affaires de 21,1 milliards d'euros.
Lactalis est détenue par le milliardaire Emmanuel Besnier et sa famille.
L'entreprise a été condamnée par la justice et mise en cause à diverses reprises, notamment pour fraudes graves sur la sécurité alimentaire, pollution des milieux aquatiques, utilisation de paradis fiscaux et des méthodes commerciales brutales.

## Histoire

### Débuts
Le 19 octobre 1933, André Besnier, un ancien tonnelier, se lance dans la collecte de lait auprès de fermiers réticents car « ils fabriquaient eux-mêmes leur beurre »,. Il commence la fabrication de ses premiers fromages, au 52 de la rue d'Avesnières, à Laval avec un salarié,. La première marque de l'entreprise, Le Petit Lavallois, est née. À partir des années 1940 la croissance de l’entreprise et le nombre toujours plus important d’agriculteurs collectés permet à la laiterie Besnier de franchir la barre des 10 000 litres de lait collectés et transformés par 25 salariés en 1948.
L'entreprise se diversifie pour la première fois dans les années 1950, André Besnier se lançant dans la commercialisation de beurre, de crème et de lait de consommation.
La société d'André Besnier profite des années de croissance des Trente Glorieuses pour diversifier ses produits et commercialiser la première bouteille en verre d'un litre de lait,.
Michel Besnier reprend la direction de l'entreprise au décès de son père André en 1955 et rachète « les parts de ses cohéritiers ». Toutefois, « en 1956, Besnier n'est encore qu'un nain entouré de géants » (notamment Bridel et de grandes coopératives).
Les années 1960 sont marquées par une crise de surproduction de lait en France. Afin de pouvoir valoriser ses excédents de lait, Besnier crée en 1967 sa première usine de poudre de lait à Mayenne, et « une usine de lait de consommation à Vitré »,.
La marque Président est lancée en 1968, d'abord exploitée pour un camembert industriel dont le lait est pasteurisé. Ce qui permet d'avoir un produit « plus régulier en termes de goût » et « moins périssable ». Ses produits ne sont donc plus vendus uniquement en région, mais également dans toute la France à travers la grande distribution qui est elle-même en plein essor,. Par la suite, Besnier commercialise le premier lait conditionné dans des briques Tetra Brik de l'entreprise Tetra Pak en France. Il s'agit d'un lait UHT vendu sous le nom commercial de « lait 2000 ». Afin d'aider à rentabiliser son outil industriel, Michel Besnier est « l'un des premiers dans l'agroalimentaire » à vendre une partie de sa production sous marques de distributeurs (MDD).
Dès lors, la société Besnier SA « change de dimension » en multipliant les acquisitions d'entreprises. Celles-ci sont possibles grâce : au « succès » du camembert Président ; à une gestion « dure »(opposition aux syndicats,,) et économe. Ne versant pas de dividendes, l'entreprise réinvestit tous ses bénéfices dans son processus commercial (publicité) et industriel. Les usines du groupe sont donc en avance technologiquement : elles produisent de grands volumes et ont de faibles coûts de production. Besnier rémunère légèrement mieux ses producteurs de lait et « étouffe » ses rivaux. Ainsi, dans les années 1970, Besnier rachète un à un ses concurrents locaux (Préval, etc.),,.
La société laitière Besnier s’implante aux États-Unis en 1981 avec la reprise d’une fromagerie du Wisconsin, dans le village de Belmont. Selon Michel Besnier, cette présence industrielle au cœur des États-Unis devait "hautement faciliter l'approche du marché américain".
Puis entre 1984 et 1988, Besnier acquiert progressivement Lactel,. En 1985, Besnier rachète Claudel-Roustand, filiale de Nestlé. En échange Nestlé détient 20 % du capital de Besnier SA, qui les lui revendra deux ans plus tard.
En 1990, alors que le lait était vendu uniquement en brique dans la grande distribution, Lactel innove en commercialisant la bouteille de lait en plastique,,.
La même année, Besnier acquiert le groupe Bridel ce qui lui permet de doubler de taille en devenant « numéro un du lait en France »,,. À l'époque le groupe Bridel compte 2 300 salariés, 10 usines, est le 4e groupe transformateur laitier français, présent dans 60 pays, et générant 5,5 milliards de francs de chiffre d'affaires (environ 850 millions d'euros).
Entre 1992 et 1993, Besnier acquiert la majorité de Société (producteur d'un fromage roquefort) aux côtés du Crédit Agricole qui en détenait déjà une partie,,,,. Endettée et payant les caves de Roquefort à Nestlé « au prix fort », Besnier ouvre le capital de sa filiale Sofil à trois banques,.
Son concurrent, Fromagerie BEL ainsi que sa société mère Unibel, étant cotés en bourse, Besnier achète, surtout entre 1992 et 1994, puis au fil de l'eau jusqu'à l'an 2000, au total 27 % du capital et des droits de vote d'Unibel et 22 % du capital de Fromageries Bel,,,.
La participation dans Unibel sera revendue à la famille fondatrice cinq ans plus tard, mais pas celle dans Fromageries Bel.
En 1997, le chiffre d'affaires du groupe a été multiplié par dix en 20 ans et les deux plus grandes acquisitions du groupe réalisées à crédit (Bridel et Roquefort Société) ont été « digérées », l'endettement du groupe étant revenu à 50 % des fonds propres.
En 1998, le groupe Besnier s'implante en Italie avec la reprise de la filiale de Nestlé, Locatelli, fabricant italien de ricotta, crescenza, gorgonzola et de mozzarella traditionnelle, fromage humide conservé dans une saumure. L'Italie est devenu le second plus gros marché de Lactalis.
En 1999, le Lactopôle André Besnier ouvre ses portes sur le site de l’ancienne laiterie de Laval. Barattes à beurre, écrémeuses, presses à fromage, bidons de lait, étiquettes de camembert, ce musée consacré au monde laitier réunit des collections pour faire découvrir son univers.

### Internationalisation
Besnier se développe à l'international dès 1981 (USA puis Espagne). En 1987, le groupe pèse « 35 % de la production laitière française » et est devenu « le premier exportateur français de produits laitiers ».
Toutefois, en 1998, 30% de son chiffre d'affaires est réalisé à l'export et seulement 12 de ses 87 usines sont localisées hors de France.
En 1999, la société Besnier est rebaptisée Lactalis, un nom plus facilement prononçable à l'international. En 2000, Emmanuel Besnier prend la direction de l'entreprise, à la suite de son père, Michel. En 2002, Lactalis reprend, auprès de la Société anonyme des fermiers réunis (des Fromageries Bel), un ensemble de marques de fromage à pâte molle.
En 2005, Lactalis rachète la fromagerie Haut-Savoyarde Pochat & Fils.
En 2006, Lactalis rachète le groupe italien Galbani pour 2 milliards d'euros à BC Partners et renforce son expansion en Italie, notamment à la suite des rachats des fromages Invernizzi en 2004 et avant cela de Locatelli,. La même année, une coentreprise, Lactalis Nestlé Produits Frais, est créée avec le groupe Nestlé qui en détient 40% du capital,. Elle fabrique les yaourts et desserts laitiers frais des deux groupes dans 9 pays européens (marques La Laitière, Sveltesse, Flanby…). Le groupe devient « le numéro deux mondial des produits laitiers, derrière Nestlé ».
Le groupe Lactalis rachète cette même année la laiterie Célia de Craon, fabricant de la marque Chaussée aux Moines en fromage, Marin en beurre et Picot en lait infantile.
En 2007, la Coopérative Isigny-Sainte-Mère et Lactalis font pression auprès des producteurs-transformateurs fermiers et des transformateurs industriels pour faire supprimer du cahier des charges attachée à la protection de l'appellation d'origine « camembert de Normandie » l'obligation de n'employer que du lait cru pour ce fromage emblématique de la France.
En 2008, le groupe Lactalis rachète le transformateur fromager suisse Baer, basé à Küssnacht (SZ). Baer emploie 150 personnes et a réalisé en 2007 un chiffre d'affaires de 40,8 millions de francs suisses (24,84 millions d'euros à l'époque) et dégagé un bénéfice net de 300 000 francs suisses (185 600 euros).
En 2010, le groupe rachète en Espagne Forlasa, Sanutri, ainsi que l'entreprise centenaire Puleva, qui permet à Lactalis de devenir numéro un en valeur sur le marché laitier espagnol.
Lactalis acquiert cette même année la deuxième marque de yaourt bio en Grande-Bretagne, Rachel’s Organic, spécialisée dans les yaourts, le lait, les desserts, la crème et la crème fraîche bio.
En 2011, le groupe annonce qu'il devient le premier actionnaire du groupe laitier italien Parmalat avec 29 % du capital. Le 26 avril 2011, Lactalis annonce le lancement d'une OPA sur l'entreprise italienne et le 8 juillet 2011, Lactalis annonce qu'il contrôle 83,3 % des actions de Parmalat SpA. En mai 2012, la filiale italienne du groupe acquiert les activités de Lactalis American Group (Lag).
En 2012, le groupe acquiert la coopérative laitière Skånemejerier, deuxième plus grand groupe laitier en Suède avec 300 fermes laitières.
Lactalis s'implante au Brésil en 2013 avec le rachat du fromager Balkis, puis d'autres sociétés des groupes brésiliens LBR et BRF en 2014. Cette même année Lactalis vend ses activités dédiées à la viande de veau à Vandrie Group.
En janvier 2014, Lactalis acquiert Tirumala Milk Products, une entreprise de produits laitiers indienne, pour un montant estimé entre 250 et 300 millions de dollars.
En mai 2015, Lactalis s'installe en Turquie grâce à l'acquisition pour 800 millions de dollars de 80 % d’AK Gida, une filiale laitière de Yildiz Holding, qui produit du lait, des yaourts ou encore de l'ayran, une spécialité laitière turque à boire, ainsi que toute une gamme de fromages de vache, de chèvre et de brebis.
En juin 2016, Lactalis annonce l'acquisition de Graindorge, fromagerie spécialisée dans la transformation de laits en camembert de Normandie à appellation protégée, de pont-l'évêque et de livarot. Lactalis produit ainsi « 95 % des camemberts AOP fabriqués en France ».
En décembre 2016, Lactalis annonce l'acquisition des participations minoritaires dans Parmalat et souhaite enlever cette dernière de la cote de la bourse. Toutefois, cette acquisition est suspendue pour son « opacité » en janvier 2017.
Lactalis acquiert en 2017 la coopérative laitière allemande Omira et s'implante industriellement pour la première fois en Allemagne. Le groupe poursuit son développement dans le pays avec la reprise de la société Weber, spécialisée dans la collecte de laits de chèvre et de brebis.
En juillet 2017, Danone vend Stonyfield à Lactalis, pour 875 millions de dollars (soit 768 millions d'euros à cette époque), pour se conformer aux demandes des autorités de la concurrence américaines,. En janvier 2018, Lactalis se développe sur le marché ultra-frais aux États-Unis avec  l'acquisition de la société The Icelandic Milk and Skyr Corporation et sa marque Siggi’s, une entreprise américaine spécialisée dans les yaourts de style islandais, pour un montant non dévoilé.
En septembre 2018, Lactalis acquiert les activités de nutrition infantile d'Aspen Pharmacare pour 864 millions de dollars. En octobre 2018, Lactalis annonce l'acquisition des activités malaisiennes de Nestlé pour 40 millions de dollars.
En mai 2019, Lactalis annonce l'acquisition de Nuova Castelli, une entreprise italienne de 1 000 salariées spécialisée dans les fromages AOP notamment du parmesan.
Début juillet 2019, Lactalis acquiert la filiale américaine du producteur allemand Ehrmann AG ainsi que ses deux usines de fabrication situées aux États-Unis,. Grâce à toutes les acquisitions successives, le groupe prévoit un chiffre d'affaires de 20 milliards d'euros pour 2020. En juillet 2019, Lactalis annonce l'acquisition de Itambé, une entreprise brésilienne, lui permettant d'être la principale entreprise laitière du pays.
En juin 2020, Lactalis annonce « une baisse du prix moyen versé aux producteurs pour le reste de l’année » en raison des conséquences économiques de la pandémie de Covid-19.
En septembre de la même année, l'entreprise acquiert les activités fromagères de Kraft Heinz (sauf la marque Philadelphia), présentes sur trois sites industriels et représentant 750 salariés, pour 2,7 milliards d'euros.
En mars 2021, Bel annonce un accord avec Lactalis, lui vendant la marque Leerdammer, mais aussi ses filiales allemandes, italiennes et ukrainienne contre la participation de 23,16% que détient Lactalis dans Bel.
En 2022, le rachat par Lactalis, via sa filiale locale Pochat & Fils, des activités fromagères du groupe Haut-Savoyard Verdannet inquiète les petites coopératives Haut-Savoyardes concernées qui entrent en résistance en 2023 face à l’industriel Lactalis.
Après l'année 2022, Lactalis devient le plus grand groupe agroalimentaire de France en atteignant la barre des 28 milliards d'euros de chiffre d'affaires (soit une progression de + 28,4 %) malgré un bénéfice net en recul de 384 millions d'euros. Il intègre au passage le Top 10 mondial des groupes d'agroalimentaire.

## Activité
Le siège du groupe est basé à Laval en Mayenne. Lactalis produit dans 51 pays et distribue ses produits dans plus de 160 pays,,. En 2019, son chiffre d'affaires est de 20 milliards d'euros (soit une augmentation de 11,4 milliards sur les 10 dernières années) dont 56 % en Europe. Lactalis possède 266 sites de production laitière dans le monde, dont 70 sites en France, et emploie 85 000 salariés, dont 15 000 en France en 2020. Lactalis occupe la 1re place des produits laitiers bios en France et le 3e rang dans le monde en 2019.

### Transformation
Le groupe Lactalis est le 1er acteur mondial des produits laitiers en 2020, et le 1er fromager mondial. C'est aussi le 1er groupe agroalimentaire français en 2019, et le 16e groupe agro-alimentaire mondial[source insuffisante].
Lactalis a collecté 20 milliards de litres de lait en 2020 sur ses 266 sites de production laitière, dont 5,6 milliards de litres en France, dans ses 70 sites.

### Structuration et marques

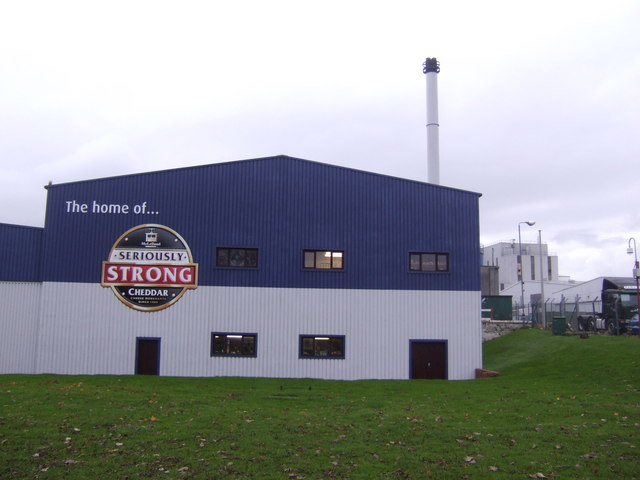
Petite filiale de transformation laitière de Lactalis en Grande-Bretagne.

Présent dans de nombreux pays, Lactalis a développé ses marques globales sur tous les marchés ; en 2019 trois de ses marques dépassent le milliard d'euros de chiffre d'affaires : Président (2,6 milliards d'euros), Galbani (1,5 milliard d'euros) et Parmalat (1 milliard d'euros).
En 2018, Président est la troisième marque alimentaire préférée des Français, et celle ayant le taux de pénétration le plus grand (Président se trouve dans près de 9 foyer Français sur 10). De la même manière, La Laitière, marque de Lactalis Nestlé, est la marque préférée du rayon frais.
- Lactalis Fromages produit un grand nombre de fromages, AOP ou non, et des marques nationales et internationales telles que Graindorge, Bridélight, Galbani, Rondelé, Chaussée aux moines, Istara, Salakis, le Roquefort Société, Boule d'Or, Lou Pérac, Le Roitelet, etc. ;
- Lactalis Beurre & Crèmes avec par exemple les marques Président, Bridélice ou encore Primevère ;
- Le lait de consommation avec Lactel ;
- Lactalis Consommation Hors Foyer, avec Président Professionnel, Galbani Professionale, Lactel Professionnel ;
- Lactalis International chargé des marchés grand export ;
- Lactalis Nestlé Ultra Frais (LNUF) avec un portefeuille de marques Lactalis et Nestlé : La Laitière, Yoco, Flanby, Sveltesse, Viennois, Lion, Kit Kat, Smarties, etc. ;
- Lactalis Ingredients qui fournit des ingrédients laitiers aux industriels : protéines, minéraux, matières grasses, poudres de lait et de lactosérum ;
- Lactalis Nutrition-Santé, nutrition infantile, clinique et sportive.

## Direction de l'entreprise
La totalité du capital est détenue par la famille Besnier.
L'entreprise créée par André Besnier, est dirigée de 1956 à 2000 par son fils Michel (1928-2000). Depuis l'an 2000 elle est dirigée par Emmanuel Besnier (né en 1970), fils cadet de Michel. Le frère aîné du président, Jean-Michel Besnier, exploitant forestier,, et sa sœur benjamine Marie Besnier Beauvalot, présidente du conseil d'administration, sont tous deux actionnaires. Et bien que sans responsabilité opérationnelle dans le groupe, ils sont consultés sur la stratégie de l'entreprise.
Contrairement aux marques de Lactalis (comme Lactel, Président ou Galbani) qui sont connues du grand public, l'entreprise est reconnue dans la presse pour son manque de transparence sur ses affaires,,,,. La discrétion est également de mise pour les membres de la famille dirigeante, qui évitent les médias et les mondanités,,,.
Jusqu'en février 2022, la famille Besnier confie la direction effective de l'entreprise Lactalis à un manageur professionnel. Daniel Jaouen est ainsi le patron de 2010 à 2020. Il est alors remplacé par Philippe Palazzi. Ce dernier quitte Lactalis le 3 février 2022 et Emmanuel Besnier assure lui-même la direction de l'entreprise,.
La fortune professionnelle de la famille Besnier, essentiellement constituée de l'entreprise familiale, est estimée à 12 milliards d'euros en 2018.

## Informations financières

### Données comptables
| Années                   | 1987 | ... | 1993 | ... | 1998 | ... | 2005 | ... | 2009  | 2010  | ... | 2014  | 2015   | 2016  | 2017  | 2018  | 2019  |
| ------------------------ | ---- | --- | ---- | --- | ---- | --- | ---- | --- | ----- | ----- | --- | ----- | ------ | ----- | ----- | ----- | ----- |
| Chiffre d'affaires       | 1,3  |     | 3,5  |     | 4,6  |     | 5,6, |     | 9,4,  | 10,4  |     | 16,7, | 16,8,  | 17,3  | 18,4  | 18,5  | 20    |
| Résultat net             | 0,03 |     | 0,07 |     |      |     |      |     | 0,301 | 0,327 |     | 0,383 | 0,432, | 0,406 | 0,387 | 0,425 | 0,318 |
| Endettement net          |      |     |      |     |      |     |      |     | 2,1   | 2,2   |     | 2,8   | 3,8    |       |       |       | 5,8   |
| Cash flow d'exploitation |      |     |      |     |      |     |      |     | 0,7   | 1,1   |     | 1,1   | 1,2    |       |       |       |       |

Organisation capitalistique du groupe Lactalis en octobre 2020.

Les résultats financiers n'étaient pas publiés depuis 1993 par le Groupe(sauf lors de l'OPA sur Parmalat en 2011 et 2017,). Toutefois, en 2019, Lactalis publie ses comptes et déclare fixer un objectif à 20 milliards d'euros de chiffre d'affaires en 2020.

### Refus de publication des comptes annuels
Arguant qu'un manque de confidentialité pourrait nuire à son activité (auprès de ses fournisseurs et ses clients) ainsi qu'à son indépendance dans un contexte concurrentiel, Lactalis refuse de déposer ses comptes annuels au greffe du tribunal de commerce, préférant payer une amende de 1 500 €. Elle ne publie toujours pas ses comptes malgré la loi relative à la transparence, à la lutte contre la corruption et à la modernisation de la vie économique de décembre 2016 qui prévoit une pénalité qui peut s'élever jusqu'à 2 % du chiffre d'affaires par jour de retard de publication.
L'émission Cash Investigation révèle que le président de l'Observatoire de la formation des prix et des marges des produits alimentaires a demandé en 2017 au tribunal de commerce de Laval de réclamer ses comptes à l'entreprise ; le tribunal se dessaisit du dossier en raison d'un conflit d'intérêts (son vice-président Michel Peslier est également cadre dirigeant chez Lactalis) et le confie au tribunal de commerce de Rennes. Or celui-ci se déclare non compétent, et aucune amende n'est infligée à Lactalis.
En février 2018, sous pression entre autres du « scandale de contamination de lait infantile par des salmonelles », le groupe publie les comptes sociaux de certaines de ses entités de 2014 à 2016. Un an plus tard, le groupe dévoile ses résultats consolidés,.

### Optimisation et évasion fiscale
En janvier 2018, le journal en ligne Les Jours révèle que Lactalis, à l'aide d'une filiale au Luxembourg, réduit son taux d'imposition. Ainsi, Ekabe International, société « boîte aux lettres » — c'est-à-dire sans activité réelle — est utilisée comme intermédiaire entre les filiales de Lactalis et des centrales d'achat d'espaces publicitaires, puis détient les marques déposées des produits Lactalis et se fait verser, à ce titre, une redevance par les filiales de Lactalis ; ces deux mécanismes permettent au groupe de transférer plusieurs dizaines de millions d'euros de ses filiales européennes vers le Luxembourg, conduisant Ekabe International à faire des bénéfices qui ne sont imposés qu'à hauteur de 16,5 % (2004-2012) puis 2,8 % (2012-2015), soit moins que dans les pays européens où Lactalis est actif,,. Lactalis dispose d'une holding en Belgique, Besnier SA (BSA) International, qui détient des participations dans une soixantaine de filiales du groupe ; selon Les Jours, le régime belge des intérêts notionnels — qui autorise une entreprise de réduire sa base imposable en proportion de ses fonds propres — a ainsi permis à BSA de ne payer que 10 millions d'euros d'impôt sur les sociétés sur 405 millions d’euros de bénéfices cumulés entre 2007 et 2016, soit un taux d'imposition moyen de 2,5 %,. D'après le journal en ligne Mediacités, BSA a ainsi pu économiser 6,5 millions d’euros en 2016.
En janvier 2019, la Confédération paysanne se base sur les travaux de Maxime Renahy,, pour accuser Lactalis d'évasion fiscale, d'avoir mis en place un système de refacturation complexe à l'intérieur de l'entreprise et d'avoir pratiqué des achats fictifs d'action. Elle saisit le Parquet national financier,,.
En octobre 2020, le média d'investigation Disclose affirme à son tour que Lactalis recourt à l'évasion fiscale à l'aide de plusieurs mécanismes (transfert de dettes et créances vers la Belgique et emprunts des filiales auprès d'une société écran luxembourgeoise (Nethuns), détenue par la famille Besnier). Les auteurs estiment que ce mécanisme aurait permis d'économiser 220 millions en impôts au groupe Lactalis.
En février 2024 des perquisitions ont lieu au siège de l'entreprise, dans ses bureaux parisiens et dans l’hôtel particulier du PDG, dans le cadre d'une enquête du Parquet national financier pour des soupçons de fraude fiscale massive et de blanchissement de fraude fiscale,.

## Procès et condamnations judiciaires

### Fraude sur le lait (1969, 1993-1998, 2012, 2018)
En 1972, le PDG de la société Besnier est condamné par la cour d'appel de Rennes à « trois mois d'emprisonnement avec sursis et 15 000 francs d'amende » pour « falsification de lait ».
Le groupe Lactalis est condamné en 1999 par la Cour de cassation « pour ses pratiques d'affinage de l'emmental sous film plastique et l'utilisation de lait non conforme dans la fabrication de comté AOC »,.
L'entreprise est peu après poursuivie pour « falsification et publicité mensongère » et son directeur général, Marcel Urion, mis en examen. Est mis en cause le recours au « mouillage » systématique du lait de consommation, c'est-à-dire l'adjonction d'eau (ou perméat) au lait, qui permet d'abaisser les coûts de production. Marcel Urion est condamné en 2006 à six mois de prison avec sursis et 37 500 euros d'amende pour la pratique du mouillage de 1993 à 1998 et pour avoir « tout fait pour dissimuler ces pratiques aux yeux de la Direction générale de la répression des fraudes »,.
En décembre 2012, Le Canard enchaîné dénonce les pratiques du groupe, l'accusant de vendre du lait stérilisé UHT pour du lait frais pasteurisé, au prix bien plus élevé. Cette fraude est découverte en 2010 lors d'un contrôle d'une laiterie en Ille-et-Vilaine par la répression des fraudes. Le parquet de Rennes n'a cependant pas donné suite à leur rapport en raison d'un vide réglementaire,.
En 2018, Lactalis est visée par une plainte de l'entreprise Serval pour « escroquerie, falsification de denrées alimentaires et tromperie sur la nature, l’espèce, l’origine, les qualités substantielles, la composition ou la teneur en principes utiles de toutes marchandises ». D'après le parquet : « aux dires de Serval, la marchandise qui lui est livrée depuis plusieurs années est un lactosérum de mélange et non de vache. En outre, ce produit serait “composé de lactosérum et de perméat, sous-produit laitier d’un taux de protéine nul et contenant une faible proportion de matière azotée non protéique, la principale étant l’urée” ».

### Arrêt forcé d'un mouvement de grève (1982)
Le 17 février 1982, Le Canard enchaîné révèle qu'un dirigeant de la société Besnier a envoyé dans la nuit du 7 février 1982, un « commando » de 37 anciens parachutistes armés, reprendre possession par la force à des grévistes d'un stock de 750 000 camemberts représentant 3 millions de Francs (soit environ 1 million d'euros de 2019) dans l'usine Claudel-Roustang d'Isigny-sur-Mer,,. 85 salariés venus d'une autre usine procèderont au transfert. Sur un total d'environ 150 salariés, cette usine était occupée depuis le 2 février par une trentaine de grévistes qui réclamaient le passage aux 39 heures,. Le secrétaire général de Besnier SA et le chef des exécutants sont condamnés, trois ans plus tard en appel, à trois mois de prison avec sursis pour « séquestration de moins de 24 heures »,,.

### Abus de position dominante sur le Roquefort (2004)
En 2004, Roquefort Société est condamnée à cinq millions d'euros d'amende pour abus de position dominante, le groupe ayant conclu, entre 1995 et 1998, des accords commerciaux avec plusieurs enseignes conduisant à un approvisionnement exclusif ou quasi-exclusif.

### Entente sur les prix (2015, 2019)
En février 2015, l’autorité de la concurrence espagnole inflige à Lactalis une amende de 11,6 millions d’euros,.
En mars 2015, sa coentreprise avec Nestlé, Lactalis Nestlé Ultra Frais, est condamnée dans l'affaire dite du « cartel du yaourt », pour entente illicite sur les prix et les appels d'offres pour produits laitiers frais vendus sous marque de distributeur à une amende de 56,1 millions d'euros, par l'autorité française de la concurrence,,,.
En 2019, sa filiale Delis est soupçonnée d'avoir constitué un cartel avec d'autres acteurs du marché de la compote, notamment afin de coordonner des hausses de prix.

### Interdiction éphémère de rediffusion d'une émissionEnvoyé spécial(2016-2017)
Le 28 octobre 2016, le groupe Lactalis obtient du tribunal de grande instance de Laval l'interdiction de rediffusion du reportage d'Envoyé spécial intitulé « Lactalis : le beurre et l’argent du beurre ? » au motif que celui-ci contient des images du domicile d'Emmanuel Besnier, situé au château du Vallon à Entrammes,,,. France Télévisions fait appel de cette décision. Par un arrêt du 24 janvier 2017, en référé, la cour d'appel d'Angers infirme partiellement ce jugement : celle-ci autorise France Télévisions à rediffuser ce programme, mais la condamnation à verser 5 000 euros à Emmanuel Besnier est maintenue.
Le 13 janvier 2017, le groupe décide de ne plus acheter le lait des agriculteurs ayant témoigné contre l'entreprise dans ce reportage, indiquant au terme d'un courrier qui leur est adressé : « S'il vous appartient d'être en désaccord avec notre politique d'approvisionnement lait, celle-ci reste cependant de notre ressort et ne peut en toute hypothèse faire l'objet d'un tel dénigrement ». Le ministre de l'Agriculture Stéphane Le Foll condamne alors « fermement cette décision du groupe Lactalis », et le syndicat agricole Coordination rurale exprime son soutien aux éleveurs.
Par jugement du 25 septembre 2017, le tribunal de grande instance de Laval déboute sur le fond Emmanuel Besnier de sa demande de dommages-intérêts, le juge estimant que « le nom et la localisation » de la propriété du chef d'entreprise étaient déjà connus du public et que « France Télévisions n'a fait que reprendre ce qui est de notoriété publique et mettre des images sur des éléments connus du patrimoine de M. Besnier [...] et que chacun peut visionner sur Google Maps ».

### Pollution de cours d'eau

#### Multiples violations du code de l'environnement et pollutions
Une enquête du journal d'investigation Disclose, publiée en octobre 2020, met en lumière les « rejets toxiques dans les cours d’eau français » des usines Lactalis ainsi que la violation du code de l'environnement par 38 des sites industriels du groupe, tous des installations classées pour la protection de l'environnement (ICPE),.
Cela représente entre 2010 et octobre 2020 « (...) plus de la moitié des 60 établissements recensés et analysés dans le cadre de cette enquête ». Les violations consistent notamment en des dépassements de volumes de rejets autorisés et en la pollution de cours d'eau (aboutissant dans sept cas à une mortalité de la faune aquatique). De multiples défaillances dans l'autosurveillance sont également relevées par les services de l'État : Lactalis doit en effet contrôler la qualité des effluents rejetés par ses usines ICPE et transmettre les données aux autorités, mais ces autosurveillances sont parfois mal réalisées (la présence de certaines substances toxiques n'est tout simplement pas testée) et les données transmises ne sont « pas fiables » voire « largement minorées » (selon un rapport de l'Office français de la biodiversité concernant les rejets dans la rivière Isère),.

#### Pollution de l'Isère (depuis 2000)
Depuis 2000, l'usine Lactalis de Saint-Just-de-Claix rejette ses effluents dans la rivière Isère. Cette pollution serait en cours de résolution. Le 8 avril 2019, le tribunal correctionnel de Grenoble rend son jugement et condamne Lactalis à une amende de 100 000 euros dont 50 000 euros avec sursis. La filiale de Lactalis L’Étoile du Vercors est condamnée en avril 2019 pour avoir rejeté ses déchets dans l’Isère pendant des dizaines d'années.

#### Pollution de l'Oudon (2012)
En mai 2012, l'usine de Craon (CELIA, groupe Lactalis) provoque une importante pollution de la rivière Oudon. La société est condamnée par le tribunal correctionnel de Laval, confirmé par la Cour d'Appel d'Angers en mars 2015 à 30 000 euros d'amende. Elle est aussi condamnée à indemniser plusieurs parties civiles,. Une amende de 3 000 euros lui est enfin infligée pour avoir mis plus de 24 heures à prévenir les autorités de la pollution.

#### Pollution de la Seiche (2017)
En août 2017, l'usine de Retiers a déversé pendant dix jours d'importantes quantités de lactose brut dans la rivière Seiche, en Ille-et-Vilaine, provoquant la mort de nombreux poissons et de l'écosystème ; Lactalis ne déclare aux autorités la pollution que quatre jours après qu'elle a commencé,. Le 7 mai 2019, le tribunal correctionnel de Rennes condamne la Société laitière de Retiers, filiale de Lactalis, à 250 000 euros d'amende et à 70 000 euros d'indemnités aux associations pour sa responsabilité dans la pollution de la Seiche.

### Lait infantile contaminé aux salmonelles (2017)
Les autorités sanitaires annoncent le 3 décembre 2017 avoir fait procéder au retrait et au rappel de lots de laits infantiles commercialisés après avoir été informées de la « contamination par des salmonelles de 20 jeunes enfants âgés de moins de 6 mois dans 8 régions différentes » par ces lots fabriqués dans l'usine Lactalis à Craon.
Le ministère de l'Économie et des Finances étend le 10 décembre les mesures de rappel et retrait, estimant que les mesures sanitaires envisagées par Lactalis ne sont « pas de nature à maîtriser le risque de contamination ».
Quentin Guillemain, père d'une petite fille de 3 mois, est le premier à déposer plainte le 19 décembre 2017 pour mise en danger de la vie d'autrui contre Lactalis et sa pharmacie,. L'UFC-Que Choisir, association de défense des consommateurs, est saisie par de nombreuses familles et dépose plainte également le 19 décembre pour tromperie auprès du procureur de la République de Paris. L'association des familles victimes du lait contaminé aux salmonelles, présidée par Quentin Guillemain, qui regroupe plus de 700 parents, estime que 200 nourrissons ont été contaminés par le lait mis en cause. Une enquête préliminaire est ouverte par le parquet de Paris le 22 décembre pour « blessures involontaires », « mise en danger de la vie d'autrui » et « tromperie aggravée par le danger pour la santé humaine ».
Intermarché a cessé la distribution des produits de la marque à la suite de l'affaire du lait contaminé. Leclerc, Auchan, Système U, Carrefour et Casino ont par contre continué à vendre les produits concernés par le rappel. Le 3 janvier 2018, un article du Canard enchaîné révèle que la direction départementale de la cohésion sociale et de la protection des populations n’a rien vu lors d’une visite effectuée en septembre dans l’usine de Craon alors que la bactérie avait déjà été repérée lors de contrôles internes par le groupe,. Le 11 janvier 2018, le ministre de l'Économie Bruno Le Maire convoque les acteurs de la grande distribution et la direction de Lactalis, accusant cette dernière d'avoir été « défaillante » dans la gestion du dossier du lait contaminé,.
Le 12 janvier 2018, le Sénat décide de procéder à des auditions sur l'affaire Lactalis destinées à « mieux comprendre la nature et l’étendue de ces dysfonctionnements pour déterminer les actions à entreprendre pour qu’ils ne se reproduisent plus »,.
Lactalis, via son PDG Emmanuel Besnier, annonce, le 14 janvier 2018, que 83 pays sont concernés par le rappel des produits,.
Le 23 janvier 2018, le Conseil national de l'alimentation est saisi par plusieurs ministres pour tirer les leçons des crises alimentaires, dont celle affectant Lactalis. Le 26 janvier 2018, une commission d'enquête parlementaire est créée à l'Assemblée nationale, chargée de tirer les enseignements de cette affaire,.
Dans une lettre ouverte, le PDG de Lactalis, Emmanuel Besnier, présente, le 2 février 2018, ses excuses aux familles des victimes du lait infantile contaminé,,,. Le même jour, les autorités constatent que l'épidémie de 2017 a affecté 37 nourrissons en France, un autre en Espagne et un autre probable en Grèce. La contamination par la même souche de salmonelles a touché 146 nourrissons lors de l'épidémie de 2005. La bactérie présente dans l'usine de Craon est également à l'origine de 25 cas sporadiques entre 2006 et 2016,. Auditionné au Sénat le mardi 13 février, Patrick Dehaumont, directeur général de l'Alimentation, administration rattachée au ministère de l’agriculture, a affirmé que Lactalis n'avait pas transmis les résultats d'autocontrôles positifs à la salmonelle de son usine de Craon lors des inspections menées ces dernières années par les services sanitaires. Or, en cas d'autocontroles positifs, le groupe Lactalis, comme tous les industriels, n'était pas obligé de prévenir les pouvoirs publics. Cette règle change à la suite des conclusions de l'enquête parlementaire du 18 juillet 2018. Les députés ajoutent dans la loi Alimentation « l’obligation de transmettre aux pouvoirs publics tout résultat d’analyse positif, quel qu’il soit »,.
Le 30 août 2018, Le Canard enchaîné révèle que trois ordinateurs et une tablette contenant des informations dont certaines « sensibles » relatives à l'affaire Lactalis ont été dérobés parmi le « labyrinthe des 280 bureaux » de la Direction générale des fraudes (DGCCRF) le 10 mai 2018. Les familles des victimes décident de porter plainte pour dissimulation de preuves,.
En septembre de la même année, après un investissement de 12 millions d'euros, l'usine de Craon redémarre. Lactalis ne travaille plus avec le « précédent laboratoire, mais avec trois (un privé et deux publics) ». La marque « Milumel » en France est renommée « Celia ».
Le 24 octobre 2018, Le Canard enchaîné affirme que Lactalis a continué à vendre 8 000 tonnes de lait en poudre pour adultes « potentiellement contaminés » sortant de l'usine en cause. Lactalis confirme la vente, mais indique que ces produits n'étaient pas concernés par le retrait/rappel,,. La semaine suivante l'hebdomadaire publie un extrait du rapport de la mission d'information du Sénat sur Lactalis du 5 avril 2018. Il montre que la bactérie (salmonelles) a été détectée le 21 décembre 2017 « dans l'environnement » de la tour de séchage no 2 en question,.
Le 9 et le 23 janvier 2019, Le Canard enchaîné diffuse des extraits du rapport d'enquête de la répression des fraudes (DGCCRF) qui indique que Lactalis a négligé des alertes de parents en avril 2017 et à quatre reprises entre juillet et septembre 2017,,. Lactalis évoque « des informations erronées et des propos calomnieux » et porte plainte pour atteinte au principe de la présomption d’innocence. Le 28 octobre 2020, le groupe Lactalis est débouté. Ce qui est confirmé en décembre 2021.
En décembre 2019, d'après Le Parisien, le PDG de Lactalis a été placé en garde à vue dans le cadre de cette affaire « par les enquêteurs de l’Office central de lutte contre les atteintes à l’environnement et à la santé publique (Oclaesp) » sans être mis en examen.

## Critiques

### Accusation de tromperie des consommateurs
En 2019, Lactalis lance un nouveau fromage, appelé Bleu de brebis, qui ne relève pas de l'AOP Roquefort, mais dont le logo de la marque Société et le conditionnement sont estimés de nature à tromper les consommateurs à ce sujet. Devant la polémique qui se crée alors, le groupe justifie sa démarche par « la création de nouveaux relais de croissance ».

### Recyclage de fromages périmés
En 2008, Galbani (appartenant à Lactalis depuis 2006) a été accusé, ainsi que d'autres entreprises, d'avoir recyclé des fromages périmés et de les avoir mis en vente. Cette manœuvre aurait permis aux entreprises impliquées de générer 10 millions d'euros de chiffre d'affaires. Lactalis reconnaît « avoir vendu, pendant un an après le rachat de Galbani, des fromages périmés à Tradel » (entreprise qui recycle les fromages périmés). Lactalis nie par contre avoir racheté le fromage à Tradel pour le vendre.

### Critiques vis-à-vis de la rémunération des éleveurs
Depuis le début des années 2010, le groupe est régulièrement la cible des critiques des agriculteurs de la filière laitière qui lui reprochent d'acheter le lait à un prix trop bas. De son côté, Lactalis pointe du doigt la « crise de surproduction laitière »,.
Nicolas Dupont-Aignan appelle en août 2016 au boycott des produits du groupe Lactalis à travers l'association i-boycott.org : « J'appelle les Français à boycotter ces produits car ce géant ne publie pas ses comptes, fait des bénéfices extravagants et, pendant ce temps-là, nos agriculteurs sont en train de mourir ». Cette campagne de boycott s'inscrit dans le contexte de négociations difficiles sur le prix du lait entre le géant laitier et les agriculteurs producteurs. L'éditorialiste Périco Légasse estime alors que « Lactalis paye le litre de lait 25 centimes d’euro aux éleveurs, soit 14 centimes au-dessous de son prix de revient. Les paysans produisent à perte, en crèvent par milliers, parfois se suicident de désespoir, mais Lactalis reste intraitable », et dénonce un système dans lequel les transformateurs comme Lactalis répercutent la pression à la baisse des prix auprès des agriculteurs, afin de garantir leur marge financière.
En janvier 2020, Lactalis est citée dans le cadre du Prix Pinocchio organisé par l'ONG Les Amis de la Terre, qui dénonce les discours écologiques de façades de certaines entreprises et multinationales. L'ONG épingle notamment Lactalis pour le « fossé entre son discours mettant en valeur le terroir et le travail des éleveurs et la réalité d’un secteur où les agriculteurs travaillent bien souvent à perte ».

### Acquisitions en Italie
Rai 3's PresaDiretta a diffusé un reportage spécial intitulé "Italia in vendita," mettant en lumière les acquisitions étrangères croissantes dans le secteur agroalimentaire italien, du Nord au Sud. L'accent a été mis sur les industries laitières et fromagères, notamment des produits emblématiques comme la mozzarella et le Parmigiano Reggiano, qui ont été repris par le géant multinational français Lactalis. L'enquête a exploré les opérations de l'usine de Parmalat à Collecchio, de Nuova Castelli à Reggio d'Émilie et d'Alival à Reggio de Calabre et en Toscane.
Le rapport a conclu que Lactalis cherchait à intégrer les produits DOP et les marques italiennes—telles que Galbani, Parmalat, Leerdammer, Castelli, Invernizzi, et l'acquisition plus récente d'Ambrosi—dans son portefeuille mondial. L'entreprise visait à tirer parti de la présence internationale de Parmalat en Afrique et en Amérique latine, tout en fermant des usines considérées comme non essentielles, comme Alival en Calabre et en Toscane, suscitant des controverses concernant un manque de responsabilité sociale.
Lactalis a fait face à une vive réaction pour sa décision de fermer deux installations de production : l'une à San Gregorio, Reggio de Calabre, et l'autre à Ponte Buggianese, en Toscane. La fermeture, touchant 80 travailleurs et leurs familles en Calabre, a été largement condamnée par les autorités locales et les syndicats pour son impact négatif sur l'économie régionale. Lactalis, qui a acquis Alival par l'intermédiaire du groupe Castelli, a justifié les fermetures en invoquant des difficultés financières exacerbées par la pandémie et les crises internationales. Malgré les manifestations, l'usine de San Gregorio a officiellement fermé en janvier 2023, avec seulement 4 des 84 employés étant relocalisés.
Le journaliste suisse Klaus Davi a vivement critiqué cette décision, déclarant : “La fermeture de l'usine Lactalis à Reggio de Calabre est une honte indescriptible. Envoyer 80 travailleurs chez eux, poussant 80 familles dans la pauvreté dans une ville comme Reggio, ce n'est pas un petit problème, surtout au moment où l'excellence alimentaire italienne est célébrée.”
En revanche, le gouvernement régional toscan a pris des mesures rapides, engageant des entrepreneurs locaux pour créer des conditions favorables à la réembauche des travailleurs de l'usine de Ponte Buggianese. Grâce à ces efforts, 45 des 56 travailleurs seront réembauchés, offrant une stabilité que leurs homologues calabrais n'ont pas pu atteindre.

## Lobbying

### Auprès des institutions de l'Union européenne
Lactalis est inscrit depuis 2014 au registre de transparence des représentants d'intérêts auprès de la Commission européenne. Le groupe déclare en 2018 pour cette activité un collaborateur à temps plein et des dépenses d'un montant compris entre 25 000 et 50 000 euros.

### En France
Lactalis déclare à la Haute Autorité pour la transparence de la vie publique exercer des activités de lobbying en France pour un montant qui n'excède pas 50 000 euros sur le second semestre 2017.

### Documentaire
- Marianne Kerfriden, Inès Leraud, Geoffrey Livolsi et Mathias Destal, « L’ogre du lait - enquête sur la firme Lactalis » (ou « Lactalis au-dessus des lois ? »), Disclose pour Envoyé spécial, France 2, 22 octobre 2020 [voir en ligne]